# 春風亭栄枝
春風亭 栄枝（しゅんぷうてい えいし）は江戸・東京の落語家の名跡。代数や詳細が不明な点が多い。現在は空き名跡。
- 初代春風亭栄枝 - 後∶二代目春風亭柳枝
- 二代目春風亭栄枝 - 後∶二代目春風亭柳朝
- 三代目春風亭栄枝 - 詳らかならず
- 四代目春風亭栄枝 - 詳らかならず
- 五代目春風亭栄枝 - 後∶九代目司馬龍生
- 春風亭栄枝 - この間にもいたと思われるが詳細不明
- 六代目春風亭栄枝 - 後∶春風亭橋之助
- 七代目春風亭栄枝 - 本項にて記述

七代目 春風亭 栄枝（1938年9月16日 - 2022年2月9日）は、東京都豊島区出身の落語家。落語協会所属。本名∶天津 征。出囃子は『吉原雀』。

## 経歴
1957年3月に京華高等学校卒業後、1957年10月に八代目春風亭柳枝に入門。前座名は「枝二（えたじ）」。1959年10月、師匠柳枝死去。1959年12月に柳枝が死去したため八代目林家正蔵一門に移籍。「林家枝二」と亭号を改める。
1960年8月に二ツ目昇進。
1973年3月に三升家勝彌、橘家圓平、三遊亭さん生、三代目吉原朝馬、柳家小のぶ、柳家かゑる、三升家勝二、桂小益、柳家さん吉の十名で真打昇進。1982年1月に師匠彦六が死去。1982年2月、『笑点』（日本テレビ）の師匠彦六追悼特集に、兄弟子二代目橘家文蔵、弟弟子初代林家木久蔵（現：林家木久扇）、林家九蔵（現：三遊亭好楽）と共に出演。
1983年7月に七代目春風亭栄枝襲名。
1999年4月に『TXNニュースワイド 夕方いちばん 〜金曜かわら版〜』（テレビ東京）にコメンテーターとしてレギュラー出演。1999年10月、『TXNニュースアイ 〜春風亭栄枝の金曜かわら版〜』（テレビ東京）にレギュラー出演。政治・経済・事件などをテーマに、毎週、世相を斬る狂歌を披露。2000年1月に『TXNニュースアイ 〜春風亭栄枝の狂歌でガツン！〜』とタイトルを変えてレギュラー出演。小泉純一郎、田中眞紀子、鳩山由紀夫、土井たか子ほか多くの政治家や著名人への単独インタビュー取材を行う。
2022年2月9日午後5時25分、急性腎障害のため東京都内の病院で死去。83歳没。

## 芸歴
- 1957年10月 - 八代目春風亭柳枝に入門、前座名「枝二」。
- 1959年12月 - 柳枝没後八代目林家正蔵に移籍、「林家枝二」となる。
- 1960年8月 - 二ツ目昇進。
- 1973年3月 - 真打昇進。
- 1983年7月 - 「七代目春風亭栄枝」を襲名。

## 人物
趣味はロック、ポップミュージック。ジャズにも造詣が深い。

## 逸話
弟子入りに親を呼んで来いと言われた時に、師匠の前で学校の校長をしていた父親が「落語家風情…」と言ってしまい、後で師匠に笑われたという。
師匠彦六の怪談噺を怖がらない子供達を見て、寄席にハードロックのKISSを呼ぼうとしたが未遂に終わった。若手の頃、花見の席でベイ・シティ・ローラーズの『サタデー・ナイト』を延々とかけていた。
枝二時代は稲荷町の正蔵宅の水撒きが当番。夕立のあとにも水を撒いたという。
新婚旅行で永平寺に出かけ、妻にいいところを見せたくて勝手に鐘を鳴らしたら、たくさんの住職に連れて行かれ3日間お寺の牢に幽閉された。

## 著書
- 『蜀山人 狂歌ばなし 江戸のギャグパロディーの発信源』（1997年、三一書房、ISBN 4380972356）

## 弟子
- 春風亭百栄